# ولادیمیر منشیک
ولادیمیر مِـنشیک (چکی: Vladimír Menšík؛ ‏ ۹ اکتبر ۱۹۲۹ – ۲۹ مهٔ ۱۹۸۸) بازیکن سابق هندبال، بازیگر، نویسنده و کمدین اهل جمهوری چک بود.
از فیلم‌هایی که در آن‌ها نقش داشته است، می‌توان به عشق‌های یک بلوند و شب‌های سپتامبر اشاره نمود.